# ボンツビワイワイ
『ボンツビワイワイ』は、ウルフルズ13枚目のオリジナルアルバム。2015年9月9日に発売。

## 解説
活動再開後2枚目のアルバム。再開直後のある種の緊張感は消え、タイトル通り「皆でワイワイできるパーティソング」がメイン・コンセプトとなった。紙ジャケット仕様。

## メンバー
- トータス松本 - ボーカル・ギター・ハーモニカ
- ジョン・B・チョッパー - ベース・コーラス
- サンコンJr. - ドラムス・コーラス
- ウルフルケイスケ - ギター・コーラス

## 収録曲

### CD
| #         | タイトル                         | 作詞         | 作曲         | 編曲                | 時間  |
| --------- | -------------------------------- | ------------ | ------------ | ------------------- | ----- |
| 1.        | 「ボンツビワイワイ」             | トータス松本 | トータス松本 | ウルフルズ 菅原龍平 | 2:49  |
| 2.        | 「ロッキン50肩ブギウギックリ腰」 | トータス松本 | トータス松本 | ウルフルズ 菅原龍平 | 3:59  |
| 3.        | 「チャリダー」                   | トータス松本 | トータス松本 | ウルフルズ 菅原龍平 | 3:37  |
| 4.        | 「クラッター」                   | トータス松本 | トータス松本 | ウルフルズ 菅原龍平 | 2:39  |
| 5.        | 「チークタイム」                 | トータス松本 | トータス松本 | ウルフルズ 菅原龍平 | 2:42  |
| 6.        | 「スポーティパーティ」           | トータス松本 | トータス松本 | ウルフルズ 菅原龍平 | 3:52  |
| 7.        | 「テクテク」                     | トータス松本 | トータス松本 | ウルフルズ 菅原龍平 | 3:53  |
| 8.        | 「ステキだね」                   | トータス松本 | トータス松本 | ウルフルズ 菅原龍平 | 3:08  |
| 9.        | 「愛すれば」                     | トータス松本 | トータス松本 | ウルフルズ 菅原龍平 | 3:52  |
| 10.       | 「ウルフルシャッフル」           | トータス松本 | トータス松本 | ウルフルズ 菅原龍平 | 3:39  |
| 合計時間: | 合計時間:                        | 合計時間:    | 合計時間:    | 合計時間:           | 34:10 |

## 曲解説
1. ボンツビワイワイ
映画『探検隊の栄光』主題歌[2]
2. ロッキン50肩ブギウギックリ腰
テレビ東京系ドラマ『僕らプレイボーイズ 熟年探偵社』主題歌[3]
3. チャリダー
NHK BS1「チャリダー★」テーマソング
4. クラッター
5. チークタイム
6. スポーティパーティ
ASICS「トレーニングウェア」キャンペーンソング[4]
7. テクテク
テレビ朝日系『モーニングバード』テーマ曲
8. ステキだね
9. 愛すれば
10. ウルフルシャッフル